# Patimban
Patimban is een bestuurslaag in het regentschap Subang van de provincie West-Java, Indonesië. Patimban telt 6450 inwoners (volkstelling 2010).